# Dinematomonas litorale
Dinematomonas litorale is een soort in de taxonomische indeling van de Euglenozoa. Deze micro-organismen zijn eencellig en meestal rond de 15-40 mm groot. Het organisme komt uit het geslacht Dinematomonas en behoort tot de familie Peranemaceae. Dinematomonas litorale werd in 1960 ontdekt door Skuja Silva.